# Palau de Foixà
Palau de Foixà és un antic habitatge gòtic, actualment un restaurant, de Maçanet de la Selva (Selva) inclosa a l'Inventari del Patrimoni Arquitectònic de Catalunya.

## Descripció
Edifici de dues plantes i golfes amb coberta de dues aigües a laterals amb diverses ampliacions i adossats. És un gran casal senyorial de planta quadrada la façana del qual està composta d'una porta adovellada de mig punt i d'un finestral gòtic d'arc conopial de tres peces amb decoracions florejades, tretze lòbuls i relleus amb escuts a les impostes. Les golfes estan dotades d'una finestra de triple arcada de mig punt amb la central més elevada.
La part esquerra del casal, que com bona part del conjunt edificat té les obertures emmarcades de pedra i amb relleus ben treballats, originals i més moderns, conserva un gran contrafort que salva el desnivell del pendent. A la planta baixa i en uns edificis de planta baixa adossats en front del casal actualment hi ha un restaurant que queda emmarcat de restes decoratives com piques de pedra i un pou interior de la casa senyorial.
A l'interior destaca el primer pis amb una gran sala principal i una gran llar de foc.

## Història
Les primeres notícies d'hàbitat del lloc són d'època romana (segle II aC), sobretot la vil·la romana del segle V dC que ocupava, en part, el lloc del posterior casal medieval, habitat per la família de donzells dels Foixà i dels senyors de Palau, entre els segles XII i XIV. Els llinatges dels Foixà, dels Palau i dels Trilla es van emparentar i va continuar fins al segle xix (l'últim dels hereus fou Rafel de Foixà i de Vidal), quan la casa senyorial passà a funcionar com a masia. El casal, comprat el 1943 per la família Pascual, fou restaurat i convertit en el restaurant "Palau de Foixà" l'any 1969.